# Pachypleurum muliense
Pachypleurum muliense är en flockblommig växtart som beskrevs av R.H.Shan och F.T.Pu. Pachypleurum muliense ingår i släktet Pachypleurum och familjen flockblommiga växter. Inga underarter finns listade i Catalogue of Life.